# 方山県
方山県（ほうざん-けん）は中華人民共和国山西省呂梁市に位置する県。

## 歴史
140年に匈奴の拠点である「左国城」が築かれた地で、南匈奴単于がここに拠点をおいた[1]。現在の県は、南北朝時代、北斉により設置された良泉県を前身とする。607年（大業3年）に県治が方山鎮に移転したことで方山県と改称された。金代の泰和年間に方州に昇格したが、モンゴル帝国の版図に編入されると、1265年（至元2年）に再び方山県に降格、翌年には方山県は廃止と成り離石県に編入された。
1919年（民国8年）、離石県より分割され方山県が再設置された。1954年には離石県と統合され離山県に改編、1971年に再度方山県が分割設置され現在に至る。

## 行政区画
- 鎮:圪洞鎮、馬坊鎮、峪口鎮、大武鎮、北武当鎮、積翠鎮